# Sisena Croada
La Sisena Croada començà el 1228 i va aconseguir la recuperació pacífica de Jerusalem el 1244.

## Frederic II i el Papat
Frederic II Hohenstaufen era sobirà de súbdits musulmans a Sicília i Nàpols, i ell mateix parlava àrab. Malgrat això, era un sincer defensor de la croada (va abraçar la creu ja el 1215).
Frederic II, malgrat trametre tropes a la Cinquena Croada (1213-1221) sota el comandament del duc de Baviera, no hi havia participat personalment, a causa dels seus enfrontaments amb el Papat a Itàlia. Frederic va abraçar la creu i va fer els vots una altra vegada l'any 1220, en presència del papa Honori III, i va insistir el 1223 i el 1225.
El 1225 es va casar amb Violant de Jerusalem, filla de Joan de Brienne i de Maria de Montferrat, reis nominals del Regne de Jerusalem, aconseguint títols per reclamar el regne.
Malgrat que el seu retard en embarcar cap a Orient li va valdre l'excomunió per part del papa Gregori IX, després de l'intent fracassat de Frederic el 1227 per embarcar des de Bríndisi cap a Acre, a causa d'una epidèmia, finalment l'any 1228 va poder marxar a Acre.

## La croada

Els Estats croats (al voltant de 1229)

Després de disputes amb la família dels Ibelin a Xipre, Frederic va arribar a Acre. Amb el suport del seu exèrcit i dels Cavallers Teutònics es va haver d'enfrontar amb el patriarca de Jerusalem i amb la passivitat dels templers i els hospitalers.
Sabent que el soldà aiubida Al-Kàmil ibn al-Àdil tenia problemes a Síria amb el seu germà Al-Muàddham, i amb el seu successor, An-Nàssir Dawud, i llurs aliats de l'imperi corasmi, va negociar amb ell (per mitjà de l'emir Fakhr al-Din) el lliurament pacífic de Jerusalem, a canvi de no fortificar la ciutat i mantenir el domini musulmà de la zona del Temple. Juntament amb la ciutat i Natzaret, Sidó, Betlem i Gaza, obtenia una treva de deu anys (1229-39). Aquest és el contingut del Tractat de Jaffa de 18 de febrer del 1229. Es va coronar rei de Jerusalem a la basílica del Sant Sepulcre (18 de març del 1229) i va deixar el seu fill Conrad IV com a regent, marxant de retorn a Europa, on va derrotar el papa, va forçar l'anul·lació de l'excomunió i l'acceptació dels termes de la pau pactada amb Al-Kàmil.
Durant l'absència de Frederic, Rainald d'Urslingen va intentar recuperar el Ducat de Spoleto amb les armes, mentre que les tropes alemanyes baixaven per defensar Sicília i el papa va enviar dos exèrcits sota el comandament de Joan de Brienne al territori en disputa a finals de 1228 i un altre exèrcit al Regne de Sicília el gener de 1229. Quan Frederic va tornar a Itàlia després de la Sisena Croada, va trobar moltes ciutats que donaven suport al papa i va aconseguir superar les forces papals, però va considerar oportú reconciliar-se amb el papa i amb la pau de San Germano del 23 de juliol de 1230 es va comprometre a renunciar a les violacions que havien portat a l'excomunió, a retornar els béns robats als monestirs i esglésies i a reconèixer el vassallatge de Sicília al papa. D'altra banda, el papa no va poder ignorar l'objectiu aconseguit per Frederic a Terra Santa i el 28 d'agost següent va retirar l'excomunió: l'1 de setembre, papa i emperador es van reunir a Anagni, arribant a un acord.

## Conseqüències
Frederic va ser excomunicat una altra vegada; la feblesa d'Al-Kàmil va decidir els seus successors a no renovar la treva i intentar recuperar la Ciutat Santa, que, efectivament, va caure el 1244 en mans dels corasmis, però res no esborra el fet que Frederic va recobrar Jerusalem i que, en la seva tomba, es va fer vestir amb la creu vermella.